# Divisaderos
Divisaderos é um município do estado de Sonora, no México.